# Manuel José Quintana

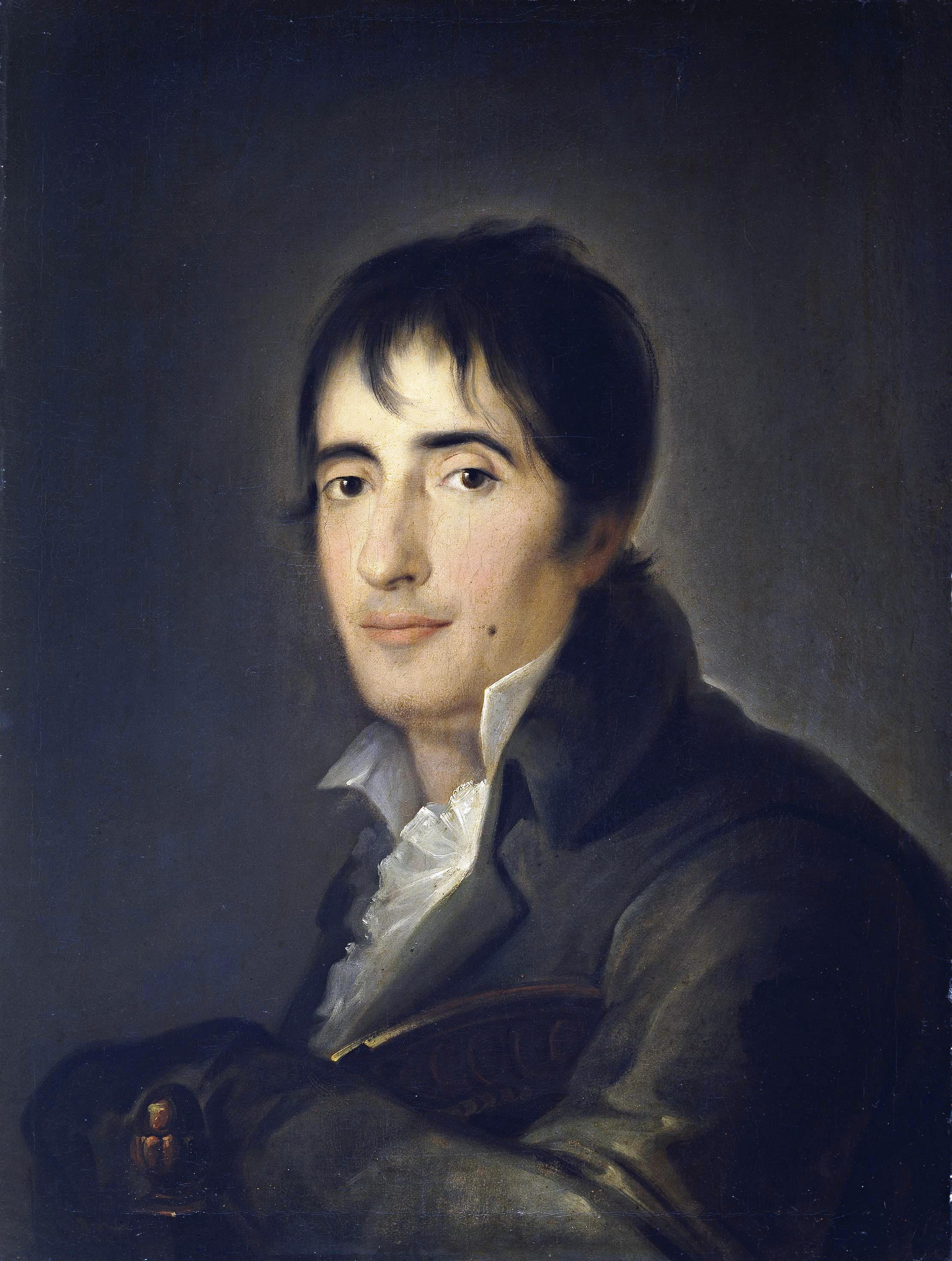
Manuel José Quintana.

Manuel José Quintana y Lorenzo, född den 11 april 1772 i Madrid, död där den 11 mars 1857, var en spansk författare.
Quintana studerade juridik i Salamanca, där han slöt nära vänskap med Jovellanos, Meléndez Valdés och Cienfuegos. Han tillhörde som skald den så kallade Salamancaskolan, var som filosof inspirerad av Raynal, Turgot och Nicolas de Condorcet och till sin läggning alltigenom fransman utom i politiskt hänseende, där hela hans verksamhet präglades av ett glödande hat till fransmännen. Vid resningen mot de franska inkräktarna lämnade han 1808 Madrid för att bli en av de främsta medlemmarna av juntan i Sevilla, vars flesta proklamationer och manifest är författade av Quintana. Vid Ferdinand VII:s återkomst blev han först fängslad, sedan landsförvist och återkom till Madrid 1828, där han senare blev direktör för undervisningsväsendet, senator på livstid och lagerkröntes i cortes 1855 av drottning Isabella.
Quintana var en allvarlig och patetisk lyriker; genom sina högretoriska oden för frihetens sak eldade han sitt folk mot Napoleon, och för ett yngre släkte står han som den förgudade representanten för den spanska andan från 1808 och 1812, ett levande minne om en stor tid. Bland Quintanas arbeten märks Poesías (1795, 1802 och 1821), Vidas de españoles célebres, välskrivna och lärorika biografier (1807, 1831, 1833 och 1845), tragedin El duque de Viseo, efter mönster av Matthew Gregory Lewis Castle Spectre, dramerna Pelayo, Roger de Flor, Blanca de Borbon och El príncipe de Viana; retoriskt praktfulla oden, Guzmán al bueno, Á la invención de la imprenta och Á la muerte de la señora duquesa de Frías. En högt förtjänstfull antologi lämnade Quintana i Poesías selectas castellanas desde el tiempo de Juan de Mena hasta nuestros días (1808–1830) fortsatt med Musa épica castellana (1833). I Vida del Cid och Vida del Gran Capitán gav Quintana två arbeten av stort litterärkritiskt värde. Utom ovannämnda arbeten återfinns många andra i Quintanas samlade verk samt i Rivadeneiras Biblioteca de autores españoles, band 19 och 67.